# 내친왕
내친왕(內親王)은 친왕 선하(親王宣下)를 받은 일본의 여자 황족이다. 또한 그 칭호나 신위(身位)를 가리킨다. 현(現) 천황의 적녀(嫡女), 현 천황의 적자(嫡子)의 딸, 현 천황의 누이가 내친왕의 칭호를 받는다. 일본 황실에서 친왕·내친왕의 칭호가 도입되기 이전에는 황녀(皇女)라고 불렸다.
또한 내친왕이 신하에게 시집가는 것을 강가(降嫁, 고카)라 한다(이 때 내친왕의 칭호는 사라진다). 또, 내친왕이었던 사람에게서 태어나는 것이나 그 자식을 황녀복(皇女腹, 미코바라)이라고 부른다.
내친왕은 더러 이세 신궁의 신관이 되기도 한다.

## 일본

### 현대
- 도시노미야 아이코 내친왕
- 아키시노노미야 마코 내친왕
- 아키시노노미야 가코 내친왕

### 근대 이전
- 쓰네히사 왕비 마사코 내친왕
- 나루히사 왕비 후사코 내친왕
- 야스히코 왕비 노부코 내친왕
- 나루히코 왕비 도시코 내친왕
- 모리히로 왕비 시게코 내친왕
- 히사노미야 사치코 내친왕
- 다카노미야 가즈코 내친왕
- 요리노미야 아쓰코 내친왕
- 스가노미야 다카코 내친왕
- 미카사노미야 야스코 내친왕
- 미카사노미야 마사코 내친왕
- 노리노미야 사야코 내친왕

## 같이 보기
- 친왕
- 공주
- 여왕 (일본 황실)